# Echter Sellerie
Der bzw. die Echte Sellerie (Apium graveolens), kurz auch Sellerie (im bundesdeutschen und im Schweizer Hochdeutsch der Sellerie [ˈzɛlɐriː], im österreichischen Hochdeutsch die Sellerie, auch der Sellerie [sɛlɐˈriː] mit Betonung auf der letzten Silbe), auch Zeller, und regional Eppich genannt, ist eine Pflanzenart aus der Gattung Sellerie (Apium) innerhalb der Familie der Doldenblütler (Apiaceae). Verwendung als Gemüse in der Küche finden ihre Varietäten Knollensellerie, Staudensellerie und Schnittsellerie.

## Beschreibung

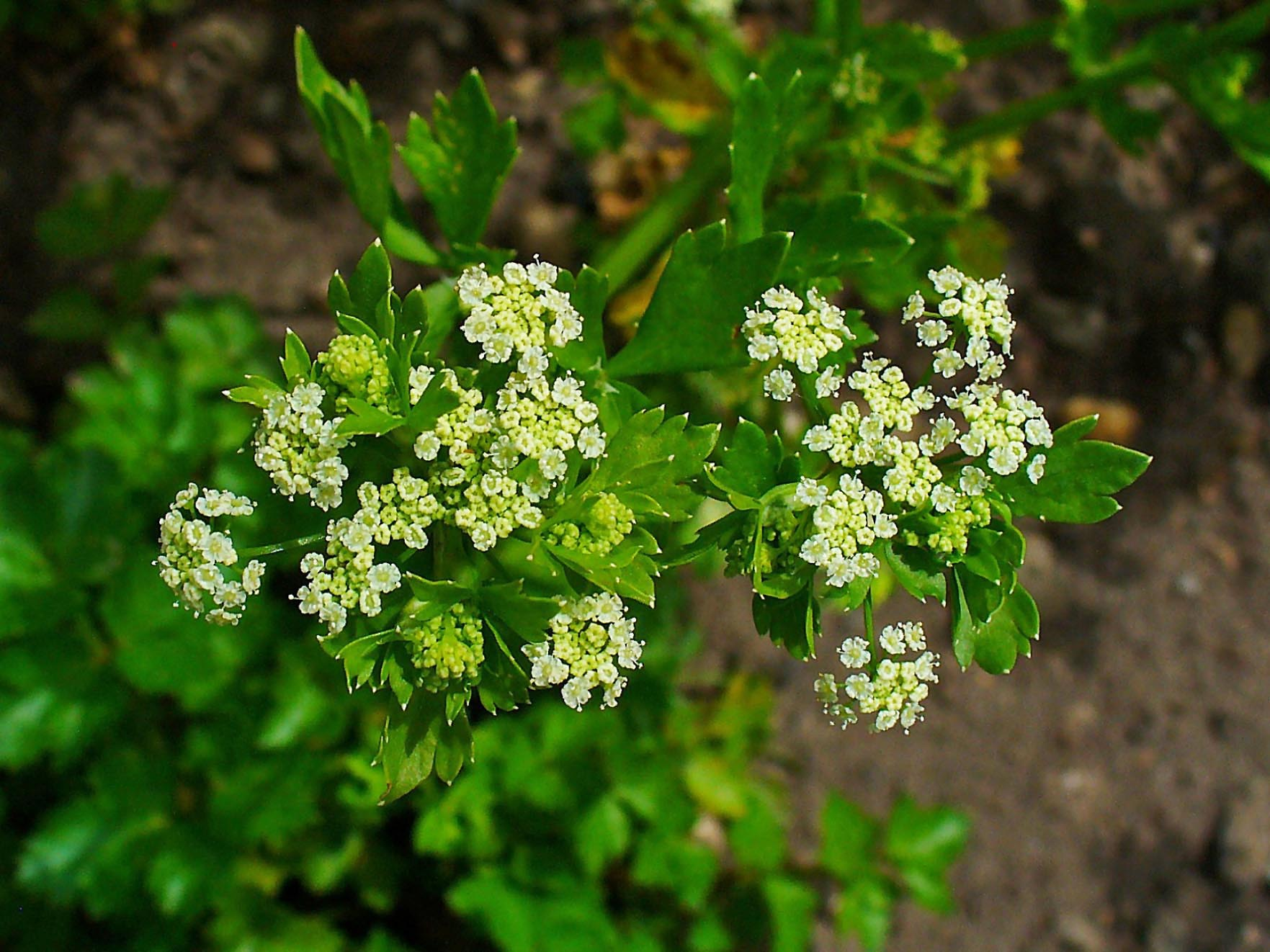
Doppeldoldiger Blütenstand in Aufsicht

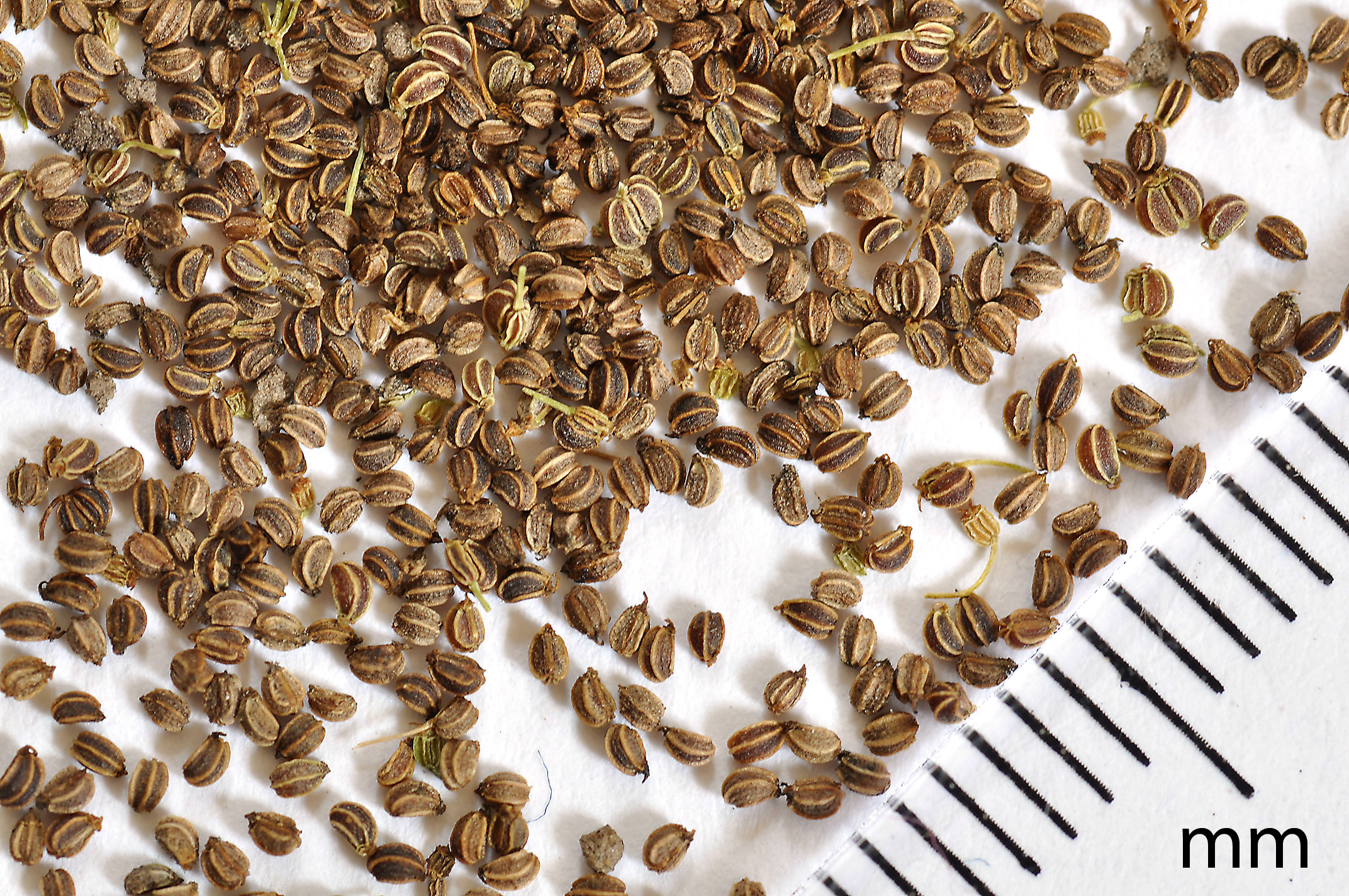
Früchte

Die Merkmale der Kulturformen unterscheiden sich teilweise stark von denen der hier beschriebenen Wildform. Die wesentlichen Unterschiede werden bei den Kulturformen weiter unten behandelt.

### Vegetative Merkmale
Echter Sellerie ist eine einjährige bis ausdauernde krautige Pflanze, die Wuchshöhen von 30 bis 100 Zentimetern erreicht. Die Wurzel ist spindelförmig und verzweigt. Im zweiten Jahr verholzt sie. Die Stängel sind aufrecht, stark verzweigt und besitzen kantige Furchen.
Die Laubblätter sind grundständig und wechselständig am Stängel angeordnet. Die dunkelgrüne, glänzende Blattspreite einfach gefiedert. Bei den Kulturformen können sie auch doppelt gefiedert sein. Die Blattfiedern sind bei einer Länge von 0,5 bis 5 Zentimetern breit-rautenförmig bis keilförmig. Die grundständigen Blätter sind lang gestielt. Die Stängelblätter sind fast sitzend auf kurzen, weiß-hautrandigen Scheiden.

### Generative Merkmale
Echter Sellerie bildet zahlreiche doppeldoldige Blütenstände, die kurz gestielt oder sitzend sind und sechs bis zwölf Strahlen besitzen. Doldenhülle oder Hüllchen fehlen. Die Blüten sind zwittrig. Die Kronblätter sind 0,5 Millimeter lang und fast reinweiß, können auch etwas gelblich oder grünlich sein. Sie haben an der Spitze ein eingeschlagenes Läppchen.
Die Frucht ist bei einer Breite von 1,5 bis 2 Millimetern breit eiförmig und hat wenig vorspringende, dreikantige, scharfe, gelbe Rippen. Zwischen den Rippen ist sie dunkelbraun. Unter den Tälchen befinden sich ein bis drei Ölstriemen, an der Fugenfläche zwei. Der Fruchthalter ist borstlich und an der Spitze schwach gekerbt.
Die Chromosomengrundzahl beträgt x = 11; es liegt Diploidie vor mit einer Chromosomenzahl von 2n = 22.

## Ökologie
Die Blüten sind proterandrisch. Die Bestäubung erfolgt durch Insekten (Zweiflügler) oder durch Selbstbestäubung.

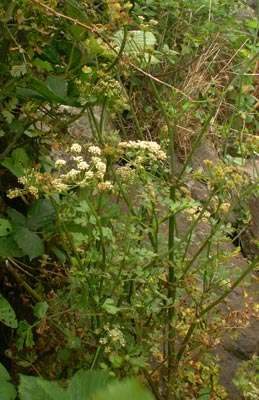
Wildform des Sumpfselleries (Apium graveolens var. graveolens)

## Vorkommen
Die Wildform Apium graveolens var. graveolens hat eine weite Verbreitung. Sie kommt ursprünglich in Europa, Nordafrika, auf Madeira, den Kanarischen Inseln, im Jemen, in Westasien, Zentralasien und im Kaukasusraum vor. Die Inkulturnahme fand wahrscheinlich im Mittelmeerraum statt. Als natürliche Standorte der Wildform werden salzhaltige, feuchte bis sumpfige Böden in den Küstengebieten der Mittelmeerländer angenommen. Sie kommt dort in Pflanzengesellschaften des Verbands Agropyro-Rumicion vor.
In Mitteleuropa kommt die Wildform an den Küsten und an Binnensalzstellen vor. Sie besiedelt feuchte bis nasse, nährstoffreiche, salzhaltige Schlammböden. Ihr Status in den deutschen Bundesländern liegt zwischen „stark gefährdet“ und „ausgestorben“. In Österreich ist die Wildform, sofern sie je vorkam, ausgestorben.

## Systematik
Die Erstveröffentlichung von Apium graveolens erfolgte 1753 durch Carl von Linné in Species Plantarum, Tomus I, Seite 264. Das Artepitheton graveolens „bedeutet stark duftend, riechend“. Synonyme für Apium graveolens L. sind: Apium rapaceum Mill., Apium dulce Mill., Apium graveolens subsp. dulce (Mill.) Lemke & Rothm.
Innerhalb der Art Apium graveolens gibt es je nach Autor mehrere Varietäten:
- Apium graveolens L. var. graveolens: Die Wildform ist der Sumpfsellerie (Apium graveolens var. graveolens). Aus ihr gingen die Kulturformen hervor:
- Staudensellerie (Apium graveolens var. dulce (Mill.) DC.)[6]
- Knollensellerie (Apium graveolens var. rapaceum (Mill.) DC.)[6]
- Schnittsellerie (Apium graveolens var. secalinum Alef.)[6]

## Namenskunde
Der deutsche Trivialname Sellerie geht auf die altgriechische Bezeichnung selinon, σέλινον für diese Pflanzenart zurück. Der Name ist gleichbedeutend mit der sizilianischen Stadt Selinunt am Fluss Selinus, in dessen sumpfigen Niederungen große Selleriebestände wuchsen. Als Wappen der Stadt diente der Zipfel eines Sellerieblattes. Das griechische selinon wurde über das französische celeri zum deutschen Sellerie. Weitere (mundartliche) Bezeichnungen wie Zellerich, Zelderie oder Zeller gehen auf den gleichen Ursprung zurück.
Der Gattungsname Apium, woraus die deutschen Bezeichnungen Eppich (früher auch Epffig, über mittelhochdeutsch ephich bzw. epfich sowie epffe und althochdeutsch epfi, epfich und epfe sowie ephe und eppe hervorgingen, geht als Entlehnung auf die lateinische Bezeichnung für eine Pflanze mit doldigen Blütenständen mit Bitterstoffen zurück, die gerne von Bienen (lateinisch apis = „Biene“) aufgesucht wird. Die lateinische Bezeichnung dieser „Bienenpflanze“ lässt sich, auch wenn mit apium commune vor allem der Echte Sellerie gemeint war, keiner Art sicher zuordnen und wurde erst von Carl von Linné der Gattung Apium zugeordnet. Als „Bauerneppich“ oder Apium rusticum (auch Apium regale) kommt gemäß Beßler der Gift-Hahnenfuß in Betracht. Auch Kerbel bzw. Echter Kerbel wurde als Apium bezeichnet.

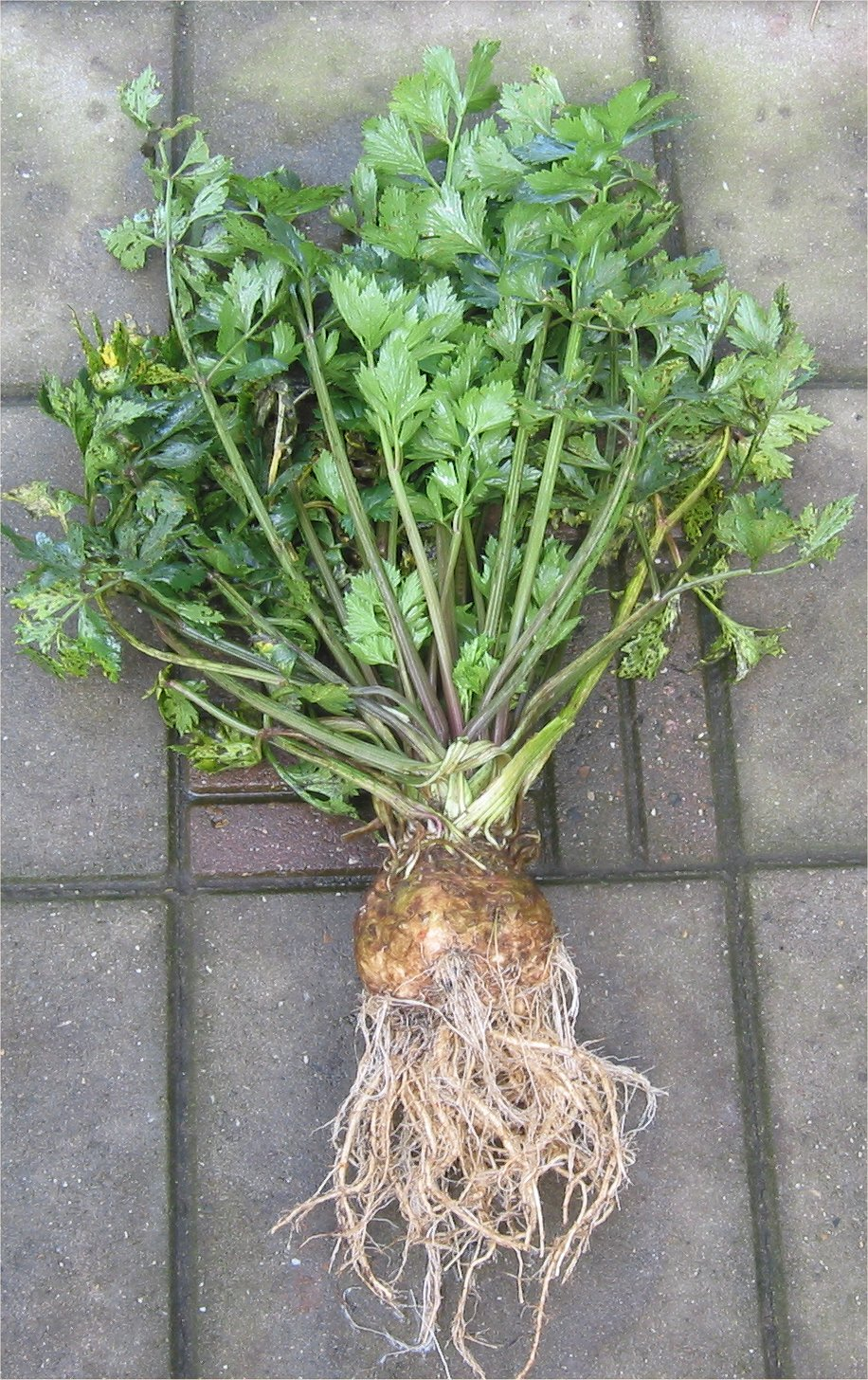
Knollensellerie der Sorte ‘Dolvi’

## Kulturformen

### Knollensellerie
Knollensellerie (Apium graveolens var. rapaceum), auch Wurzelsellerie oder Zeller genannt, entwickelt ein halb unterirdisch wachsendes Speicherorgan. Am Speicherkörper sind Hauptwurzel, Hypokotyl und gestauchte Sprossachse zu je einem Drittel beteiligt. Es handelt sich also um eine Rübe. Den Sprossabschnitt erkennt man an den rhombisch-querliegenden Blattnarben, das Hypokotyl ist narbenfrei und die Wurzelzone ist an den starken Seitenwurzeln erkennbar. Da der größte Teil des rundlichen Speicherkörpers auf den Sprossabschnitt fällt, erscheint auch die Bezeichnung Knolle botanisch nicht ganz unberechtigt. Die Seitenwurzeln verkürzen sich beim Wachstum und ziehen den Speicherkörper in den Boden (Zugwurzeln). Sämtliche Organe sind von Ölgängen durchzogen. In dem ätherischen Öl finden sich die für das typische Selleriearoma verantwortlichen Phthalide. Die Kulturform ist nicht frosthart und muss daher zur Samengewinnung im Winter in Sand eingeschlagen werden. Im zweiten Jahr treibt die Sprossrübe unter Verbrauch der Speicherstoffe zu einem bis 2 Meter hohen, weiß blühenden, verzweigten Blütenstand aus.
Der Anbau des Sellerie im Gemüsebau erfolgt für frühe Ernten in der zweiten Maihälfte im Gewächshaus mit Aussaat im Januar. Für Ernten während des Sommers bzw. im Herbst werden vorgezogene Pflanzen zwischen den Eisheiligen und Ende Juni ins Freiland ausgepflanzt. Die Größe der Sellerieknollen kann von den Erzeugern über die Pflanzweite nennenswert reguliert werden. Der Hektarertrag an Sellerieknollen kann 30 bis 35 Tonnen erreichen.
Der Knollensellerie kann als Bestandteil von Suppengrün oder als Röst- oder Wurzelgemüse verwendet werden, gedünstet und püriert als Beilage, als Salat, als Hauptgericht in Scheiben gebraten zu Sellerieschnitzeln oder zu Suppen verarbeitet werden.

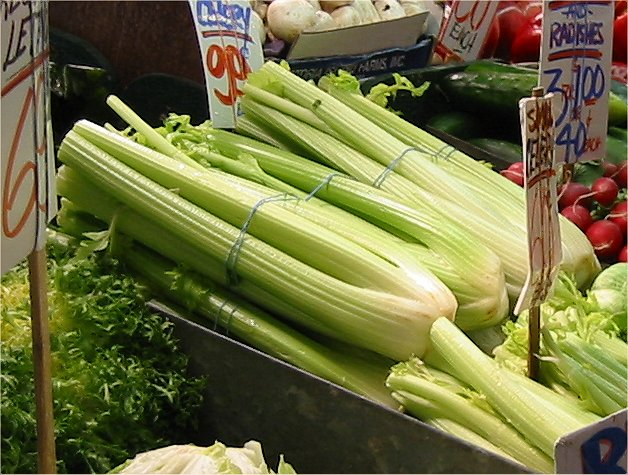
Staudensellerie

### Staudensellerie
Staudensellerie (bundesdeutsches Hochdeutsch) bzw. Stangensellerie (österreichisches und schweizerisches Hochdeutsch), auch Stiel-, oder Bleichsellerie genannt (Apium graveolens var. dulce), hat lange, fleischige Blattstiele und eine kleine Wurzelknolle. In den Handel kommen die Blattstiele, die pro Pflanze bis zu einem Kilogramm wiegen können. Sie werden für Salate oder als Gemüse verwendet. Die blasse Färbung kommt durch Aufhäufeln von Erde und Überstülpen mit Blechrohren zustande, was die Chlorophyllbildung durch Lichtmangel beeinträchtigt (Vergeilung). Die Blattstiele enthalten vergleichsweise hohe Mengen β-Carotin und zeichnen sich durch ein feines Selleriearoma aus.

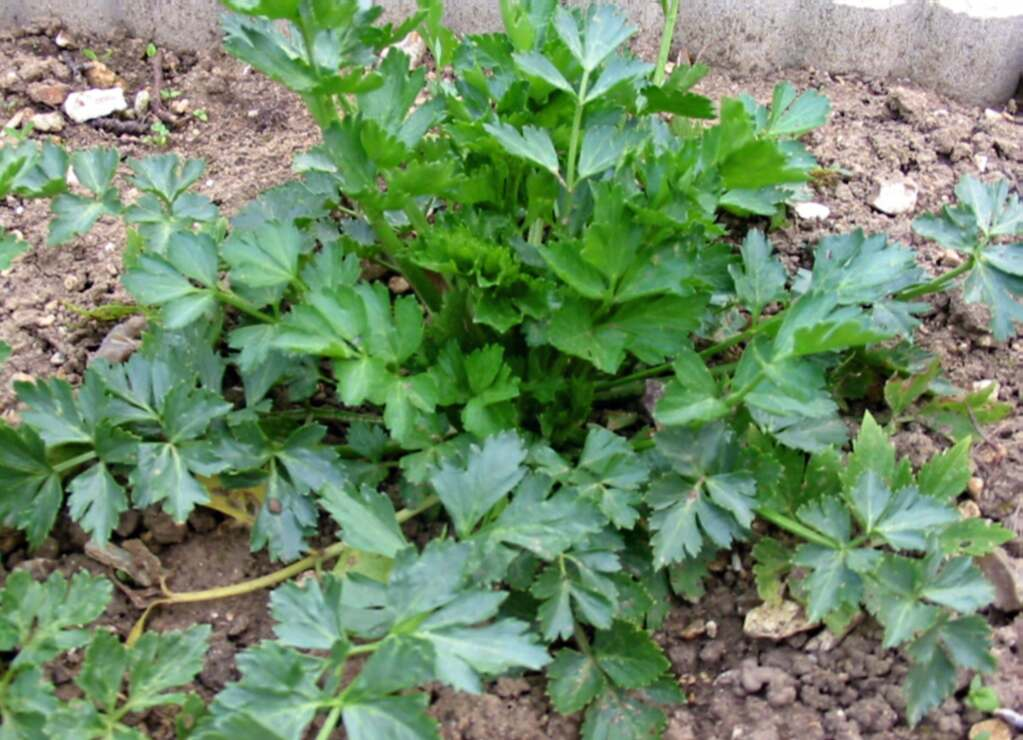
Schnittsellerie

### Schnittsellerie
Schnitt-, Blatt- oder Würzsellerie (Apium graveolens var. secalinum), der mit einer nicht oder kaum ausgeprägten Knolle und an Petersilie erinnernden Blättern der Wildform am nächsten steht, dient als Gewürzkraut. Verwendet werden nur die Blätter, die 0,1 % ätherische Öle mit ca. 60 % Limonen und 10 % Selinene enthalten und ihre Aromastoffe beim Trocknen nicht verlieren. Eine Mischung getrockneter Blätter mit Kochsalz wird als Selleriesalz angeboten.

## Inhaltsstoffe
Als Doldengewächs enthält die Selleriepflanze in allen Pflanzenteilen ätherische Öle in Ölgängen. In den Ölen sind Phthalide enthalten, die für das typische Selleriearoma verantwortlich sind. Zu den wichtigsten Aromastoffen gehören Apiol und Sedanolid.
In Sellerie sind je 100 Gramm rund 2,97 g Kohlenhydrate (1,34 g Zucker), 0,17 g Fett und 0,69 g Eiweiß enthalten. Der Anteil der Ballaststoffe beträgt 1,6 g und der Nährwert liegt bei rund 59 kJ (14 kcal). Sellerie ist reich an Vitamin K und enthält in kleineren Mengen auch einige B-Vitamine sowie Vitamin A, C und E.

## Pharmakologie und Toxikologie

### Pharmakologie
Sellerie enthält eine Vielzahl von pharmakologisch wirksamen Stoffen. Hauptwirkstoffe sind Psoralen, Bergapten, Xanthotoxin, Apiin und ätherische Öle wie das Apiol.

### Toxikologie
Sellerie kann allergische Reaktionen bis hin zum anaphylaktischen Schock auslösen (Sellerie-Karotten-Beifuß-Syndrom).
Wenn Sellerieknollen durch den Pilz Sclerotina sclerotiorum infiziert sind, können ausreichende Mengen an Furocumarinen gebildet werden, sodass phototoxische Reaktionen auftreten. Dabei spielen Psoralen, Bergapten und Xanthotoxin die wichtigste Rolle. In England, Amerika und Italien führte der als „pink rot“ bezeichnete, infizierte Sellerie beim Erntepersonal mehrfach zu krankheitsbedingten Ausfällen, da bis zu 26 % des Erntepersonals an schwerer Kontaktdermatitis erkrankte. Nicht infizierter Sellerie ist dagegen nicht phototoxisch.

### Verwendung in der Heilkunde
Sellerie wurde bei der Behandlung von Rheuma, Arthritis und Gicht verwendet. Er soll bei rheumatoider Arthritis hilfreich sein. Der Nutzen bei Rheuma soll mit der harntreibenden Wirkung in Zusammenhang stehen, das ätherische Öl – Apiol – soll Harn „entgiften“. Verwendet werden die getrockneten reifen Samen bzw. Früchte. Neben der harntreibenden und „blutreinigenden“ Wirkung sollen die verschiedenen Bestandteile des ätherischen Öls auch Magen und Darm beruhigen.
Die Kommission E veröffentlichte 1991 eine Negativmonografie für Zubereitungen aus Sellerie, da die beanspruchten Anwendungsgebiete nicht belegt sind und zudem ein allergisches Risiko besteht. Seitens HMPC und ESCOP wurde die Pflanze bisher (Stand: Oktober 2023) nicht aufbereitet.

## Kulturgeschichte
Wildsellerie diente im Alten Ägypten nach schriftlichen Überlieferungen aus der Zeit zwischen 1200 und 600 v. Chr. als Heilpflanze. Aus dem antiken Griechenland ist die Nutzung vielfach überliefert. Der Sieger der Nemeischen Spiele erhielt einen aus Sellerieblättern geflochtenen Kranz. Die Römer übernahmen die Nutzung von den Griechen. Nach der Völkerwanderung ist die Nutzung wieder vom Beginn des 9. Jahrhunderts an belegt. Im Mittelalter und während der Renaissance wurde der Sellerie vorwiegend als Arzneipflanze genutzt. Die heutigen Varietäten Knollen-, Bleich- und Stangensellerie entstanden ab dem 17. Jahrhundert. Knollen- und Bleichsellerie entstanden in Italien.
Dioskurides lobte den Sellerie als harntreibend, bei erhitztem Magen, Verhärtungen in den Brüsten, gegen Gifte und Tierbisse. Es hieß, er vertreibe Melancholie. Bei Hippokrates wirkt er harntreibend, bei Hildegard magenreinigend, bei Paracelsus gegen Blähungen, Harngrieß und stinkende Schweiße. Nach Veleslavin (1596) schränkt er die Milchsekretion ein. Aus der Volksmedizin sind Verwendungen bei Verdauungsstörungen, Nierensteinen und als Aphrodisiakum bekannt. Madaus nennt besonders wirksam die im Herbst gesammelten frischen Samen oder den rohen „Wurzelsaft“. Der Selleriesaft (früher auch Eppichsaft, bei Guy de Chauliac lateinisch succus apii, genannt) wurde bereits im Mittelalter eingesetzt.